# Захидное (Кировоградская область)
Захидное (укр. Західне) — село в Кетрисановской сельской общине Кропивницкого района Кировоградской области Украины.
Население по переписи 2001 года составляло 78 человек. Почтовый индекс — 27240. Телефонный код — 5257. Занимает площадь 0,709 км². Код КОАТУУ — 3520887203.

## История
В 1945 г. Указом ПВС УССР хутор Червоный Захид переименован в Захидный.
До 2020 года село входило в Бобринецкий район